# Arlit
Arlit és una població industrial del nord del Níger, situada a uns 200 km per carretera de la frontera amb Algèria, a la regió d'Agadez i al departament d'Arlit, del qual és la capital. Està ubicada al vessant oriental del massís d'Aïr.

## Indústria de l'urani

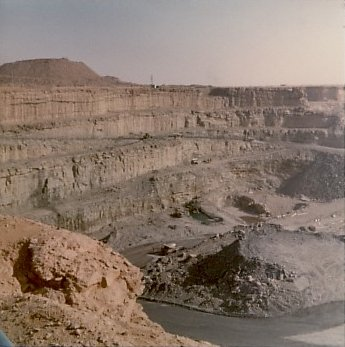
Foto de la mina a cel obert

Fundada l'any 1969, ha crescut al voltant de la indústria minera i d'explotació de l'urani. També té un aeroport. Té una població d'uns 69.435 habitants (cens del 2001).
Les mines d'urani són explotades per la companyia francesa Areva, que dona feina a 1.600 treballadors locals, segons Le Canard Enchaîné (3 d'agost del 2005), encara que sembla que aquesta xifra ha descendit considerablement, fins a uns 600 treballadors en l'actualitat (2007). El 2001 la mina havia produït unes 80.000 tones d'urani, que s'havien exportat a França per a combustible de centrals elèctriques i per a usos militars.
El 2003, en la gestació de la Segona Guerra d'Iraq, hom acusà Saddam Hussein d'intentar aconseguir urani d'Arlit. Aquesta informació, que recolzava les afirmacions americanes que l'Iraq volia desenvolupar armament nuclear, ha estat posteriorment desmentida.